# Зевадия, Белайнеш
Белайнеш Зевадия (ивр. בליינש זבדיה‎, амх. በላይነሽ ዚቫዲያ; род. 21 апреля 1967 года в Гондэре, Эфиопия) — израильский дипломат. В 2012 году была назначена на должность посла Израиля в Эфиопии, Руанде и Бурунди.
Зевадия — первый эфиопский иммигрант в Израиле, назначенная на должность посла. Она также была первой эфиопкой, поступившей в израильский МИД в качестве практиканта.
Зевадия окончила среднюю школу в Адис-Аббебе и иммигрировала в Израиль в 1984 году в возрасте 17 лет. Она родилась в еврейской семье в регионе Гондар в Эфиопии. Она окончила Еврейский Университет по специальности «Международные отношения и антропология».
До назначения в Эфиопию, Зевадия работала в должности консула в Хьюстоне и Чикаго.